# Sinaiella nebulosa
Sinaiella nebulosa es una especie de mantis de la familia Mantidae.

## Distribución geográfica
Se encuentra en Egipto, Omán y Arabia Saudita.